# Obilniny

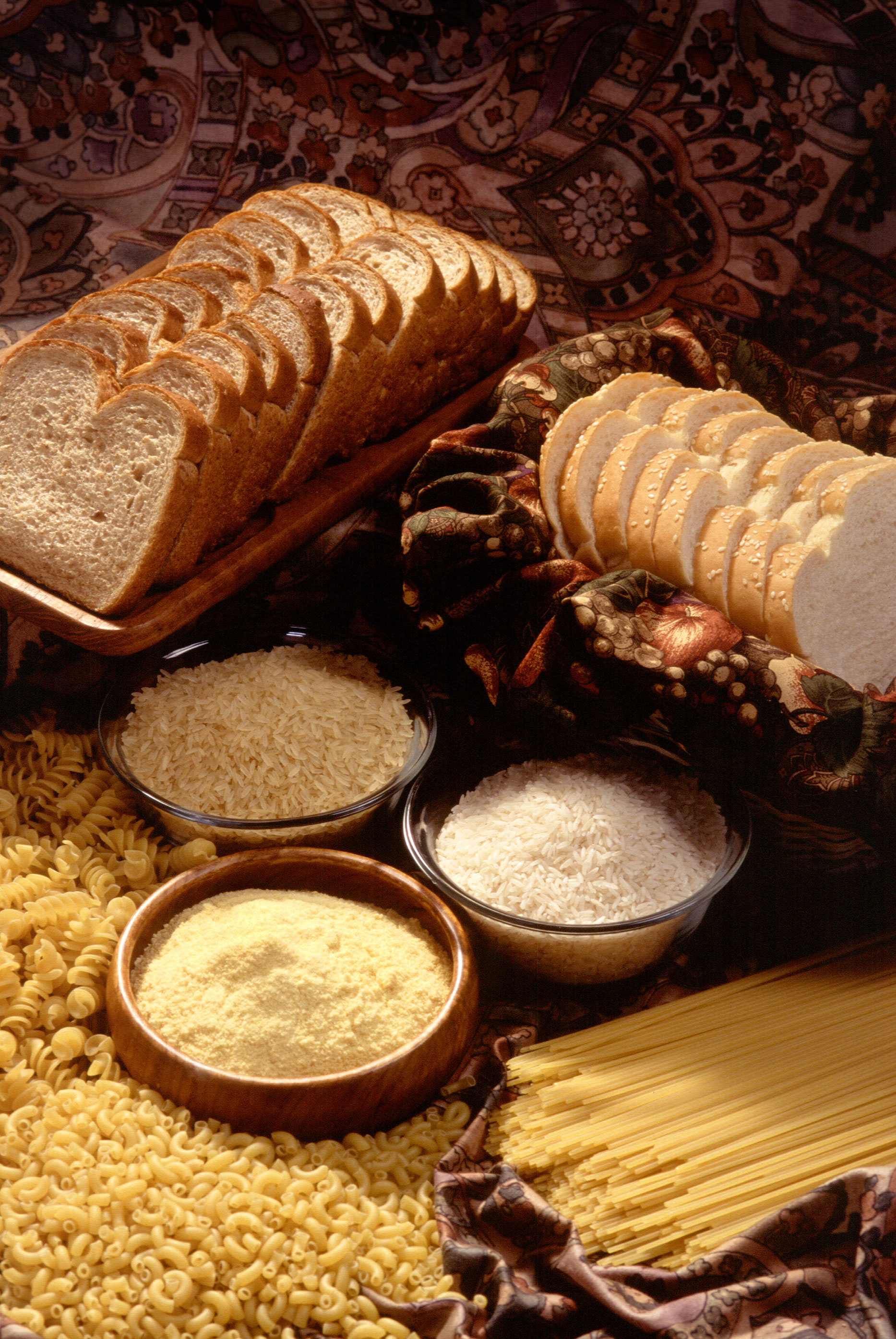
Výrobky z obilí

Obilniny jsou rostliny z čeledi lipnicovité, využívané, šlechtěné a pěstované především pro svá semena – zrna či obilky. Obilí, obiloviny,
také cereálie slouží především k lidské výživě. Opylení je převážně větrosnubné. Obilovina ve formě obilky představuje hlavní produkt obilnin. Zrna se užívají buďto celá (rýže, žito, ječmen, oves), broušená, to jest částečně nebo úplně zbavena obalu zrna (kroupy, bílá rýže), anebo rozemletá (celozrnná mouka – rozemleté celé zrno, vločky (nejen ovesné), krupky, bílá mouka nebo krupice). Zrno obsahuje zejména škrob, minerály, vitamíny, oleje a vlákniny. Zrna se také zkrmují přímo.
Celé rostliny se využívají jako zelená píce. Nadzemní část se silážuje (kukuřice setá), zpracovává jako sláma (pšenice, ječmen) nebo se z ní vyrábějí rohože, košíky, kartáče (čirok). Celosvětový podíl obilovin na lidské výživě je odhadován na 60–70 %. Světová produkce obilnin (bez rýže) v sezóně 2009/2010 byla téměř 1 800 milionů tun, z toho bylo 34 % použito na výrobu jídla, 42 % na výrobu krmiva, 16 % na průmyslové využití (např. výroba biopaliv) a zbytek uskladněn.
Výzkumem obilnin se zabývá Zemědělský výzkumný ústav Kroměříž (dříve Výzkumný ústav obilnářský) v Kroměříži.

## Botanické zařazení
Obilniny patří do čeledi lipnicovité (Poaceae), označované také jako trávy, řádu lipnicokvěté (lipnicotvaré) (Poales). Jsou to jednoleté i víceleté byliny se svazčitým kořenovým systémem. Stonek nazývaný stéblo je složen z dlouhých dutých článků (internody) a kolének (nody), kde dochází k prodlužování, tedy růstu celé rostliny. Většina druhů vytváří několik odnoží. Pochva listů vyrůstající z kolének přechází v listovou čepel s rovnoběžnou žilnatinou. Na rozhraní pochvy a čepele vyrůstá jazýček a čepel je zakončena oušky. Tvar jazýčku a oušek může být rozlišovacím znakem některých obilnin (pšenice, ječmen, žito, oves).

## Rozdělení
Obilniny rozdělujeme podle morfologických a fyziologických vlastností do dvou skupin:
| I. skupina | II. skupina |
| --- | --- |
| rod: - Triticum – pšenice - Secale – žito - Hordeum – ječmen - Avena – oves - mezidruhoví kříženci: - Triticosecale – tritikále (žitovec) - Tritordeum | rod: - Zea – kukuřice - Zea mays – kukuřice setá - Panicum – proso - Sorghum – čirok - Oryza – rýže - Setaria – bér (druhy: mohár, čumíza) |
| Charakteristické znaky | |
| 1. Na spodní straně obilky je podélná rýha. 2. Při klíčení roste více zárodečných kořínků. 3. Stéblo duté, jen kolénka vyplněna dření. 4. V klásku nejvíce plodné dolní kvítky. 5. Méně náročné na teplo, více na vodu. 6. Existují ozimé i jarní formy. 7. V době jarovizace vyžadují nižší teploty. 8. Při fotoperiodické reakci vyžadují dlouhý světelný den. 9. Počáteční vývin je rychlejší, vytvářejí odnože již po druhém až třetím listu. | 1. Obilka je bez rýhy. 2. Při klíčení roste jeden zárodečný kořínek. 3. Stéblo vyplněno dření. 4. V klásku nejvíce plodné horní kvítky. 5. Více náročné na teplo, méně na vodu. 6. Existují pouze jarní formy. 7. V době jarovizace vyžadují vyšší teploty. 8. Při fotoperiodické reakci vyžadují krátký světelný den nebo jsou k délce dne neutrální. 9. Počáteční vývin je pomalý, vytvářejí odnože po čtvrtém až osmém listu. |

| Druh                                     | Obrázek | Kategorie Commons                                    | Poznámka |
| ---------------------------------------- | ------- | ---------------------------------------------------- | --- |
| čirok obecný (Sorghum bicolor)           |         | Kategorie „Sorghum bicolor“ na Wikimedia Commons     | pro přípravu chlebových placek, vysušené laty jsou tuhé – vyrábějí se z nich štětky či košťata                     |
| ječmen dvouřadý (Hordeum distichon)      |         | Kategorie „Hordeum distichon“ na Wikimedia Commons   | jako jařina či ozim (odlišují se vegetační periodou a tepelnými požadavky                                          |
| ječmen obecný (Hordeum vulgare)          |         | Název kategorie na Wikimedia Commons nebyl zadán     | několik forem: obecná (subsp. vulgare), čtyřřadá (subsp. tetrastichon), šestiřadá (subsp. hexastichon)             |
| kukuřice setá (Zea mays)                 |         | Kategorie „Zea mays“ na Wikimedia Commons            | šlechtění započato již 400 let p. n. l., polyploid                                                                 |
| oves byzantský (Avena byzantina)         |         |                                                      | |
| oves hřebínkatý (Avena strigosa)         |         | Kategorie „Avena strigosa“ na Wikimedia Commons      | |
| oves setý (Avena sativa)                 |         | Kategorie „Avena sativa“ na Wikimedia Commons        | jediné obilí jehož obilky nejsou v lichoklasech, ale visí v řídkých latách                                         |
| proso seté (Panicum miliaceum)           |         | Kategorie „Panicum miliaceum“ na Wikimedia Commons   | patří k nejstarším obilninám, výchozí druh neidentifikován. Vzniklo zřejmě před staletími ze středoasijských druhů |
| pšenice dvouzrnka (Triticum dicoccum)    |         | Kategorie „Triticum dicoccum“ na Wikimedia Commons   | tetraploid |
| pšenice jednozrnka (Triticum monococcum) |         | Kategorie „Triticum monococcum“ na Wikimedia Commons | diploid |
| pšenice setá (Triticum aestivum)         |         | Kategorie „Triticum aestivum“ na Wikimedia Commons   | jednoletá či přezimující. Obligátní samosprašná,hexaploid.                                                         |
| pšenice špalda (Triticum spelta)         |         | Kategorie „Triticum spelta“ na Wikimedia Commons     | hexaploid |
| pšenice tvrdá (Triticum durum)           |         | Kategorie „Triticum durum“ na Wikimedia Commons      | tetraploid, vznikla z pšenice dvouzrnky (Triticum dicoccum)                                                        |
| rýže setá (Oryza sativa)                 |         | Kategorie „Oryza sativa“ na Wikimedia Commons        | šlechtění započato již 300 let p. n. l., latinské rodové jméno oryza odvozeno z pojmu sanskrtu                     |
| žito seté (Secale cereale)               |         | Kategorie „Secale cereale“ na Wikimedia Commons      | pěstována jako ozim. Potřebuje méně tepla než pšenice – i do výšek kol 900 m n. m. Pěstováno již 4400 let p. n. l. |
| žitovec (Triticale)                      |         | Kategorie „Triticale“ na Wikimedia Commons           | kříženec žita (Secale cereale) a pšenice (Tricum sativum)                                                          |

### Další obilniny
- slzovka obecná (Coix lacryma-jobi)
- dochan (Pennisetum)
- kalužnice, korakán (Eleusine)
- milička, tef (Eragrostis)
- paspal (Paspalum)
- lesknice (chrastice – Phalaris)
- ježatka (Echinochloa)
- rosička (Digitaria)
- troskut (Cynodon)
- ovsucha (Zizania) - „indiánská rýže“

## Domestikace obilnin

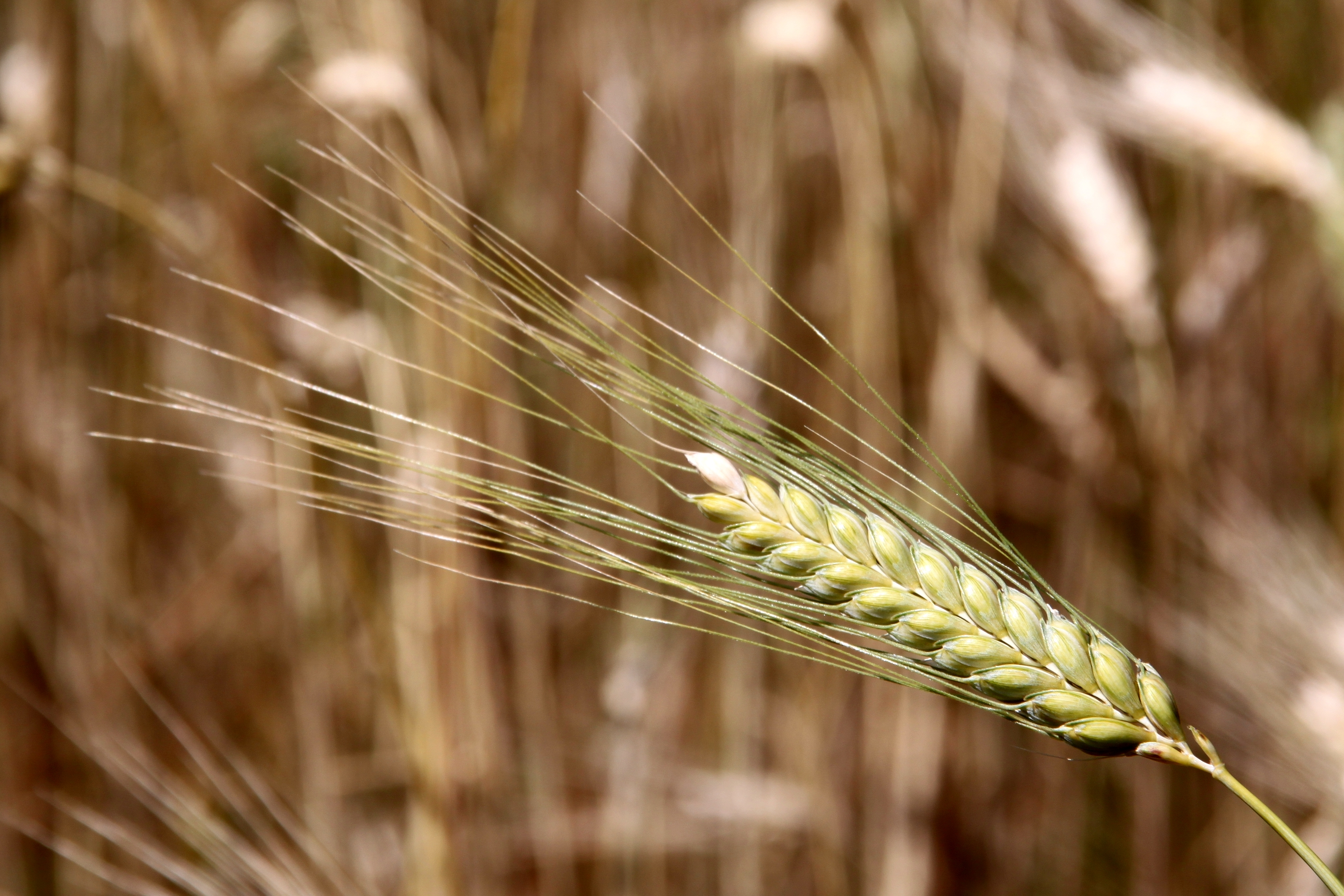
Planá pšenice jednozrnka

Druhy trav, tedy lipnicovitých rostlin, které se postupně začaly pěstovat, byly lidmi sbírány a využívány již dlouho před počátkem zemědělství. Například zrnka divoké pšenice jsou doložena z archeologických nalezišť v Úrodném půlměsíci starých přes 19 000 let, ačkoli skutečné zemědělství se zde začalo rozvíjet nejspíše během relativně chladného a suchého mladšího dryasu před cca 12 000 lety. Mezi nejnápadnější změny související s domestikací patří u obilnin jednak zvětšování zrn a jednak nerozpadavost klasů. U divokých předchůdců obilnin se zralé klasy rozpadají na jednotlivé klásky, což sice zlepšuje jejich schopnost šíření v přírodě, ale komplikuje to jejich sklizeň. Odrůdy, které tento znak ztratily a osa jejich klasu přestala být lámavá, byly archaickými zemědělci mnohem snáze sklízeny, více vysévány a díky tomuto (nevědomému) šlechtění v kultuře rychle převládly.

### Pšenice
Domestikace pšenic (Triticum) je relativně komplikovaná a podílejí se na ní i trávy blízkého rodu mnohoštět (Aegilops). Pšenice i mnohoštěty jsou původně standardně diploidní lipnicové trávy se sedmi páry chromosomů v jádře. Jedním z těchto diploidních druhů pšenic je pšenice jednozrnka (T. monococcum), dnes už jen vzácně pěstovaná, ale (pre)historicky významná plodina. Centrum rozšíření divoké jednozrnky sahá od Turecka přes Sýrii a Irák až do Íránu. Podle genetických studií se během domestikace paralelně na více místech západní Asie uplatnily populace jednozrnky původem z oblasti jižního Turecka (oblast Karacadağ). Předzemědělské využití jednozrnky je ve formě obilek doloženo z epipaleolitických nalezišť v severní Sýrii (Tell Abu Hureyra, Mureybit) z období před 12 700 až asi 11 000 lety, její domestikované formy s bachratějšími obilkami jsou známé z období cca 10 500 let před současností (a pozdějších dob) nejen z nalezišť v Sýrii, ale také Turecku a Íránu. Další prastará obilovina je pšenice dvouzrnka (T. turgidum subsp. dicoccum), tetraploidní potomek několik stovek tisíc až půl milionu let staré spontánní hybridizace divoké pšenice urartu (T. urartu) blízce příbuzné jednozrnce a některého (možná již vymřelého) mnohoštětu z okruhu Aegilops speltoides. Ani dvouzrnka už se nepěstuje nijak hojně, je jí ale blízká (resp. je z ní vyšlechtěna) pšenice tvrdá (T. turgidum subsp. durum), zdroj lepkem bohaté semoliny, suroviny pro výrobu kvalitních těstovin. Dvouzrnka byla patrně domestikována přibližně ve stejné době jako jednozrnka. Nejstarší doklady její domestikace pocházejí z Jordánska (10 500 let před současností), kam ale možná byla introdukována jako již domestikovaná plodina (tato oblast je velmi suchá a pro domestikaci obilovin nepříznivá). Později byla hojně pěstována na území Úrodného půlměsíce, v Řecku nebo starém Egyptě. Nejvýznamnější z pšenic je ovšem hexaploidní p. setá (T. aestivum subsp. aestivum), produkt další hybridizace. Jedním jejím rodičovským druhem je právě kulturní dvouzrnka, druhým mnohoštět Tauschův (A. tauschii). Tato hybridizace patrně nastala opakovaně v oblasti dnešního Íránu brzy po domestikaci dvouzrnky a jejím rozšíření do této oblasti, snad přibližně před 8 000 lety. Místy (např. ve Střední Asii) se pšenice setá rychle šířila, jinde (např. v Evropě) jen pomalu vytlačovala široce rozšířenou dvouzrnku a jinou hexaploidní odrůdu, špaldu (T. aestivum subsp. spelta).

### Ostatní obilniny

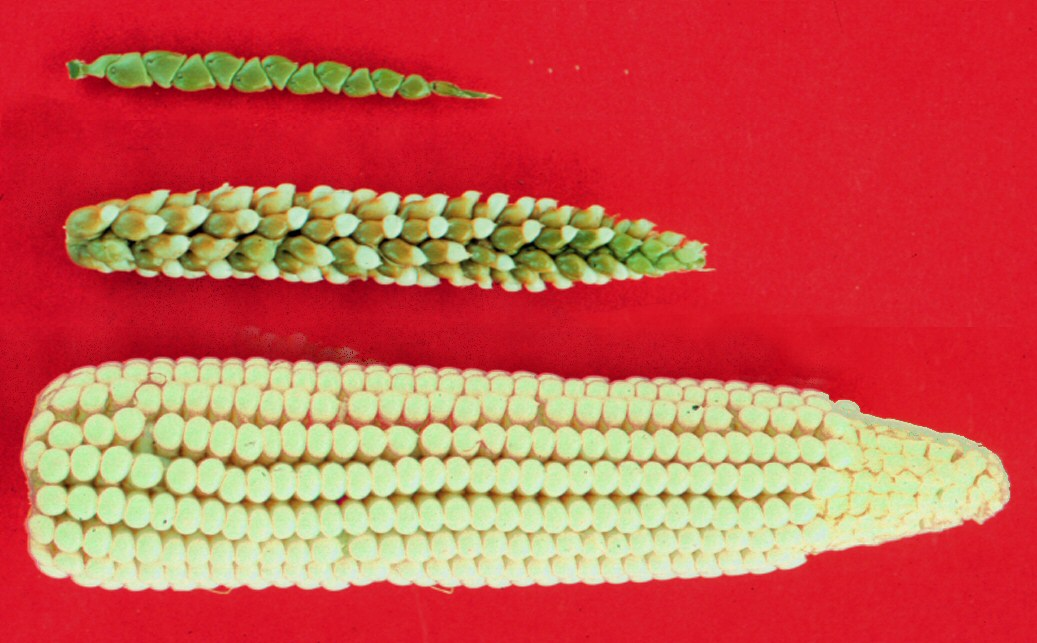
Samičí klas teosinte (nahoře), kulturní kukuřice (dole) a jejich hybrida (uprostřed)

U ostatních významných obilnin byla domestikace přímočařejší, většinou šlo o přímou domestikaci divokého předka, i když k ní mohlo dojít paralelně na více místech a někdy byla domestikace spojena s výraznou morfologickou proměnou. To se týká zejména kukuřice, jejíž divoký předchůdce, teosinte, má nápadně odlišné samičí klasy. Velice tvrdé obilky v počtu asi deseti jsou v nich uspořádány dvouřadě. Teosinte a další divoké druhy kukuřic byly kvůli těmto odlišnostem dokonce řazeny do odlišného rodu (Euchlaena). Kukuřice byla domestikována v povodí řeky Balsas v Mexiku asi před 9 000 lety. Ve stejné době byla ve východní Asii domestikována rýže, a to pravděpodobně jen jednou v oblasti jižní Číny. Odtud byla se zemědělstvím šířena i do vzdálených končin včetně Indie, kde se ale křížila s odlišnými populacemi divoké rýže, čímž vznikly nové skupiny odrůd. Mezi velice staré plodiny patří také ječmen, který byl (několikrát nezávisle) domestikován v oblasti Úrodného půlměsíce spolu s pšenicí jednozrnkou a dvouzrnkou. Kromě toho byl domestikován také v oblasti pohoří Zagros a patrně i v Tibetu. Domestikace žita a ovsa (který se asi zpočátku uplatňoval spíš jako plevel v ostatním obilí) proběhla v oblasti Blízkého východu patrně několikrát na různých místech, ale důležitá byla jejich kultivace v Evropě, kde se kvůli vyšší odolnosti k chladu tyto obilniny lépe uplatnily. Kulturní oves setý je hexaploidní a na jeho genomu se podílí několik mateřských druhů.

## Pseudoobilniny
Pseudoobilniny jsou rostliny z jiných čeledí než lipnicovité (Poaceae), které ale mají stejné hospodářské využití a chemické složení jako obilniny. Jejich produktem jsou pseudoobiloviny.
| čeleď                        | rod                   | druh                                               | pseudoobilovina |
| ---------------------------- | --------------------- | -------------------------------------------------- | --------------- |
| laskavcovité (Amaranthaceae) | laskavec (Amaranthus) | laskavec červenoklasý (Amaranthus hypochondriacus) | amarant         |
| laskavcovité (Amaranthaceae) | laskavec (Amaranthus) | laskavec krvavý (Amaranthus cruentus)              | amarant         |
| laskavcovité (Amaranthaceae) | laskavec (Amaranthus) | laskavec ocasatý (Amaranthus caudatus)             | amarant         |
| laskavcovité (Amaranthaceae) | merlík (Chenopodium)  | merlík čilský (Chenopodium quinoa)                 | quinoa          |
| rdesnovité (Polygonaceae)    | pohanka (Fagopyrum)   | pohanka obecná (Fagopyrum esculentum)              | pohanka         |
| rdesnovité (Polygonaceae)    | pohanka (Fagopyrum)   | pohanka tatarská (Fagopyrum tataricum)             | pohanka         |

## Obilniny v hospodářství
Obilniny jsou rostliny poměrně nenáročné, rostou v různých podmínkách a poskytují vysoké výnosy. Jejich plody – obiloviny – lze kromě toho dlouho skladovat, vytvářet zásoby a obchodovat s nimi. Proto hrály obilniny v lidské historii velmi významnou úlohu jak při přechodu od sběračství a lovectví k usedlému zemědělství, tak také při vzniku obchodu a měst.
Ještě kolem roku 1900 popsali etnologové na americkém Středozápadě indiánské kmeny, které se živily sběrem zrna divoce rostoucích travin. Postupným šlechtěním se podařilo zvyšovat výnosy a dosáhnout současného zrání zrna, což umožnilo klasickou sklizeň. Skladováním obilovin v obilních jamách vznikaly zásoby a přebytky, které pak umožnily i vznik obchodu, řemesel a měst, kde se směňovaly.

## Obilniny ve výživě
I dnes se podíl obilovin na celosvětové lidské výživě odhaduje na 60 – 70 %, v chudých rozvojových zemích ale ještě mnohem víc. Tam proto také hrozí choroby, způsobené jednostrannou výživou:
- Beri-beri – nemoc způsobená jednostrannou výživou loupanou rýží
- Pellagra – nemoc způsobená jednostrannou výživou kukuřicí

## Pěstování obilovin
Odrůdy obilovin jsou šlechtěny pro dosažení konzistence a odolnosti vůči místním podmínkám prostředí. Největšími omezeními výnosů jsou rostlinné choroby, zejména rzivosti (většinou Puccinia spp.) a padlí. Fusariová spála klasu, způsobená houbou Fusarium graminearum, představuje významné omezení pro širokou škálu obilovin. Dalšími tlaky jsou škůdci, jako jsou hmyz, a divoká zvířata, například hlodavci a jeleni. V konvenčním zemědělství někteří farmáři používají fungicidy nebo pesticidy.

## Etymologie
České slovo obilí má společný původ s ruským obilje, které znamená zásobu, hojnost.
Lašské nářeční pojmenování pro obilí je zboží a souvisí se slovenským označením zbožie a polským zboża.
Slovo "cereálie" je latinského původu a bylo odvozeno od římské bohyně Cerery.

## Galerie

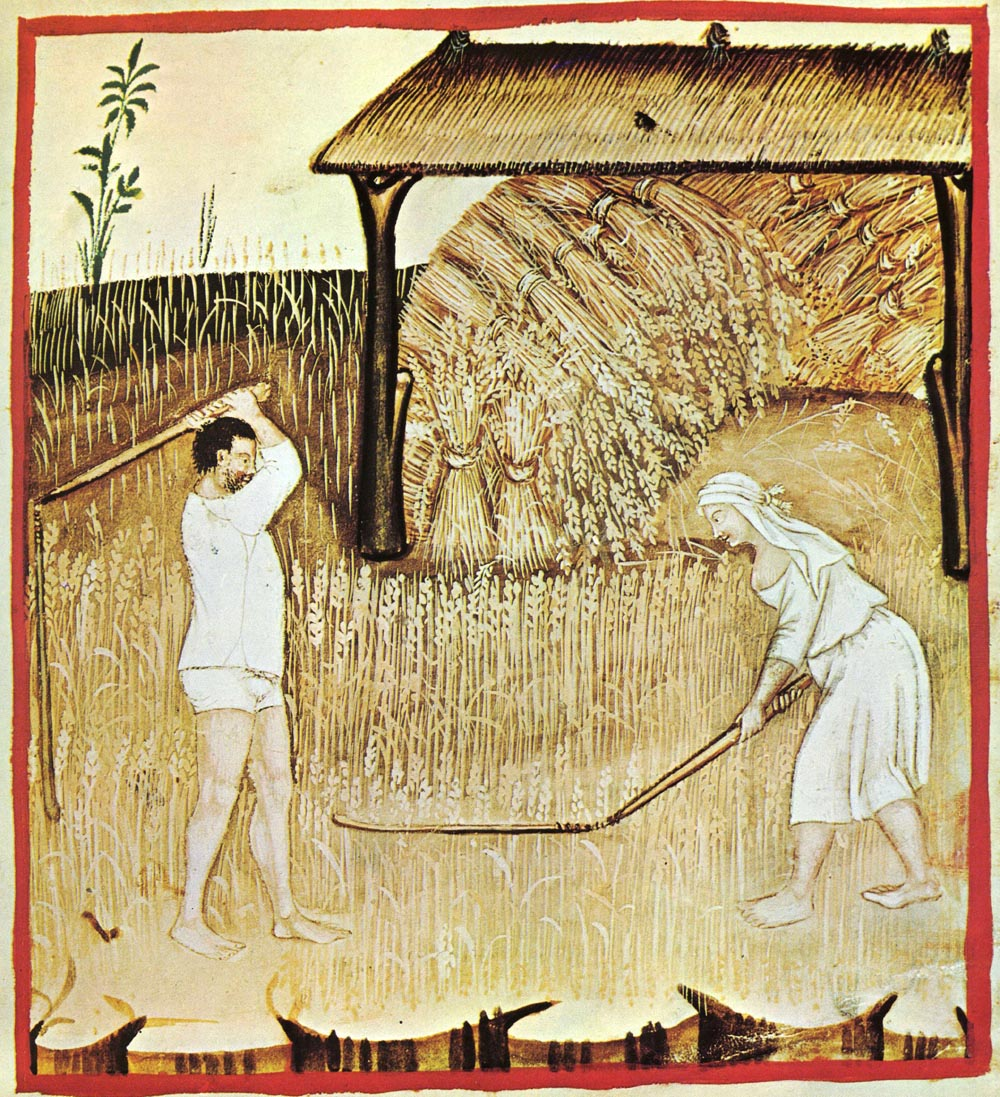
Mlácení obilí cepy (Italský rukopis, 14. stol.
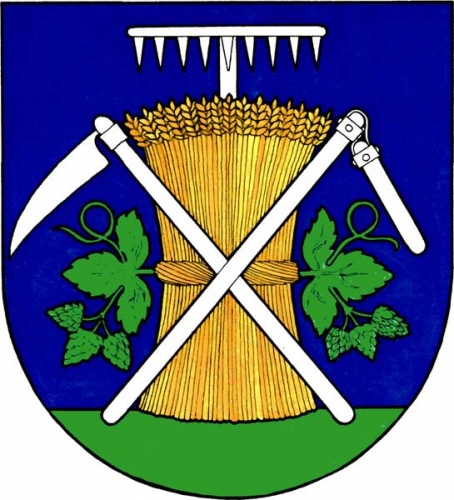
Znak obce Lenešice
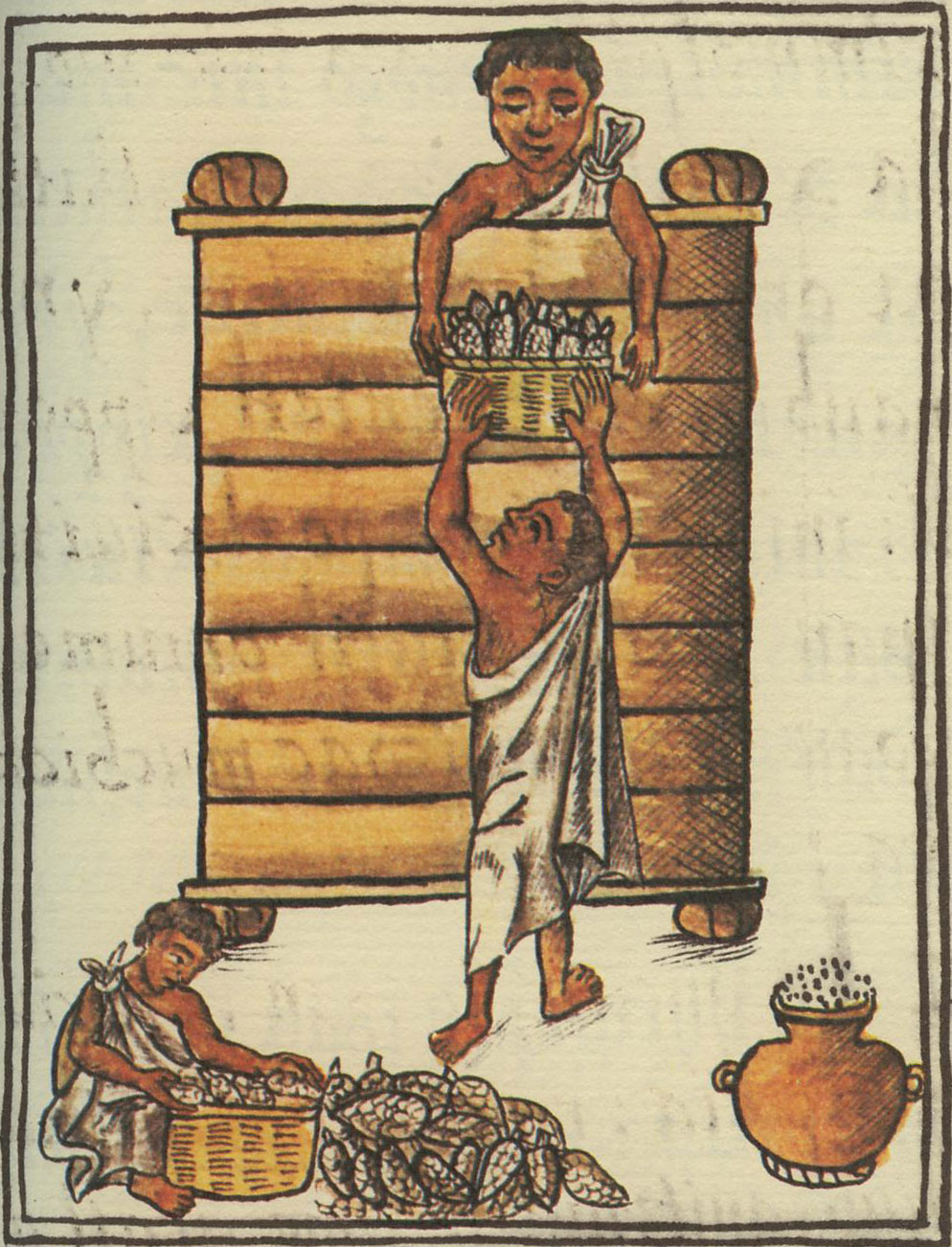
Aztékové skladují kukuřici (Italský rukopis, 16. stol.)